# Katarinahissen

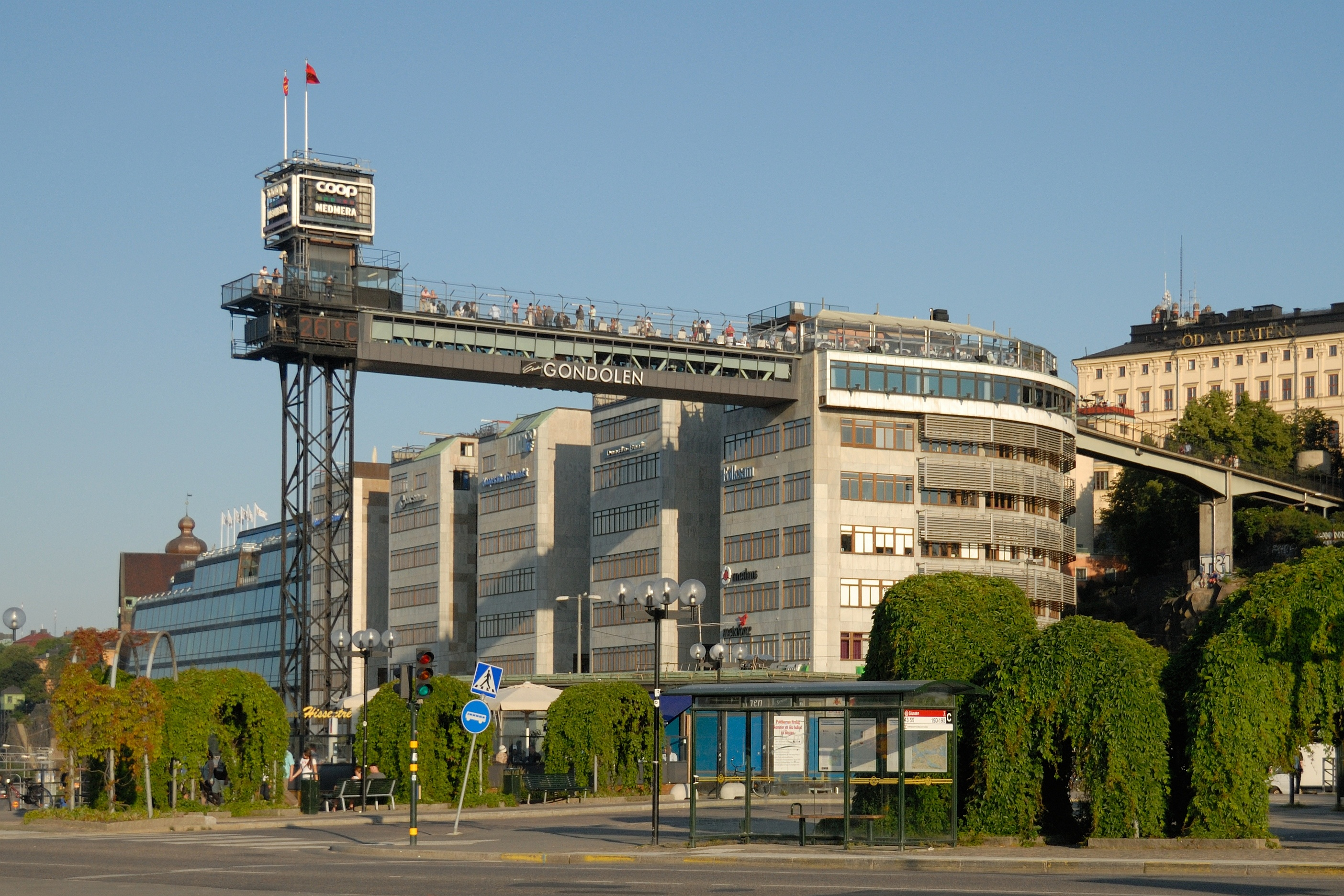
Der Katarinahissen 2011

Der Katarinahissen (schwedisch für „Katarina-Aufzug“) ist ein öffentlicher Freiluftaufzug auf Södermalm in der schwedischen Hauptstadt Stockholm. Er war von 2011 bis 2023 außer Betrieb.

## Der alte Katarinahissen

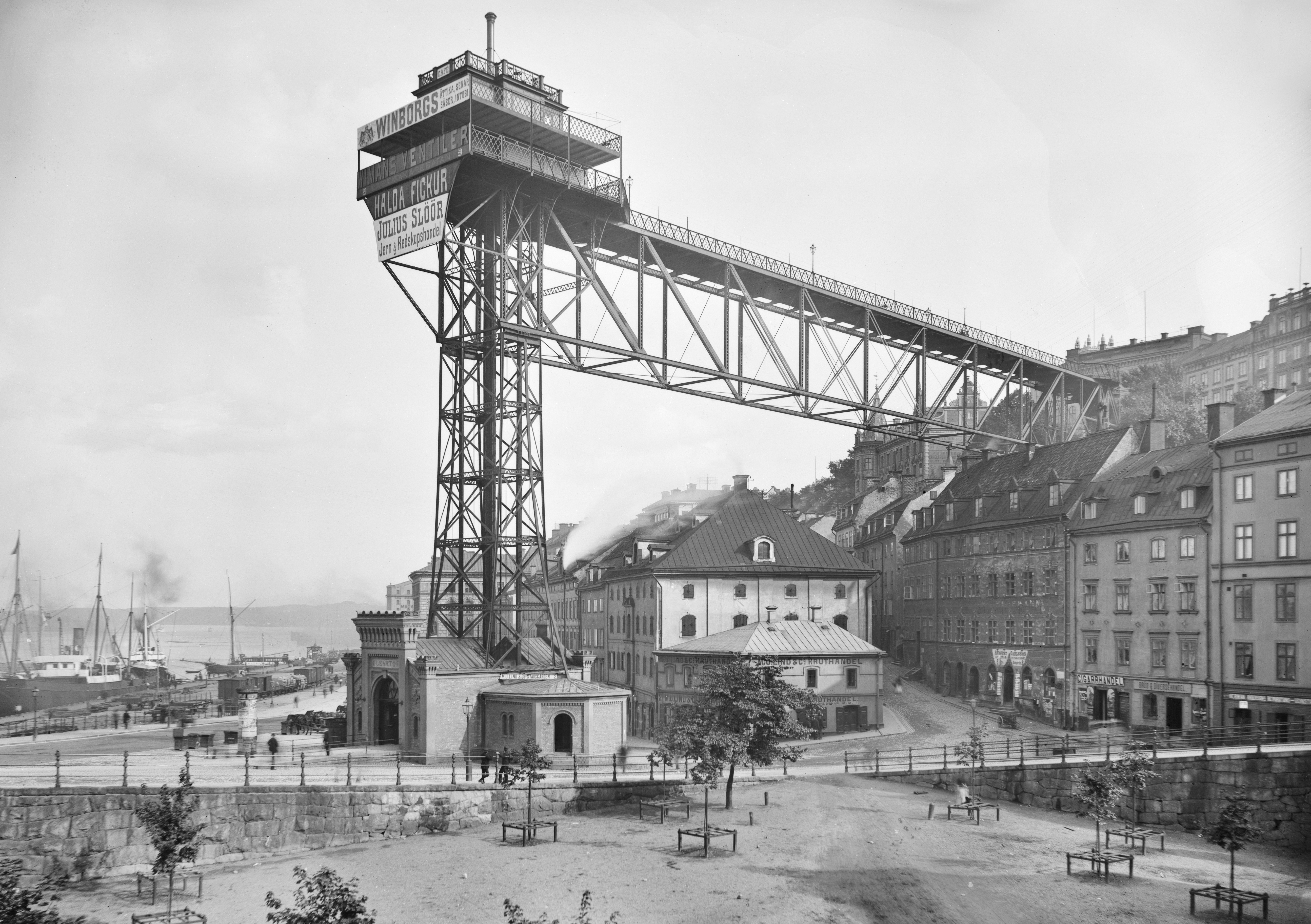
Der alte Katarinahissen 1896

Der alte Katarinahissen wurde nach Plänen von Knut Seve Lindmark zwischen 1881 und 1883 erbaut, um den Slussplan und den höhergelegenen Mosebacken zu verbinden.
1909 wurde auf dem damaligen Aufzug Schwedens erste bewegliche Leuchtreklame, die Stomatol-Leuchtreklame, angebracht. Sie warb für die Zahnpaste Stomatol. Die Reklame, bestehend aus 1361 verschiedenfarbigen 25-Watt-Glühlampen, ist auch heute noch in Betrieb und befindet sich an einem Haus hinter dem Aufzug.
Kurz nach seiner Erbauung nutzten bereits über eine Million Menschen den Aufzug. Der Preis lag bei 5 Öre für die Fahrt nach oben, 3 Öre für die Fahrt nach unten. 1915 wurde der Dampfantrieb durch einen Elektromotor ersetzt. Die Höhe des Katarinahissen beträgt 38 Meter.

## Der neue Katarinahissen

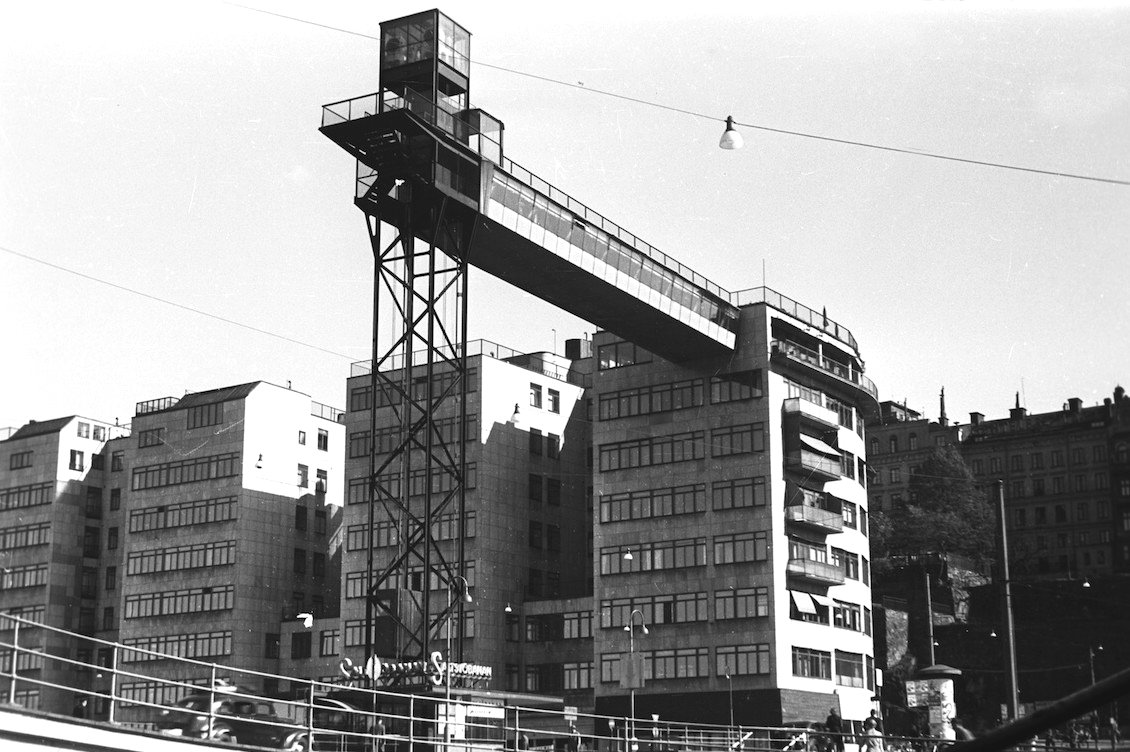
Der neue Katarinahissen 1941

1933 wurde der ursprüngliche Aufzug abgerissen. 1935 wurde an derselben Stelle nach den Plänen der Architekten Eskil Sundahl und Olof Thunström ein neuer Aufzug fertiggestellt, der seitdem eine populäre Touristenattraktionen in Stockholm ist.
Der Aufzug hat neben der oberen Haltestelle in 38 m Höhe und der unteren auf der Ebene der Saltsjöbanan bzw. des unteren Busbahnhofs noch eine mittlere Haltestelle etwa auf der Höhe des Katarinavägen.
Unter der Verbindungsbrücke zwischen Aufzug und Bürogebäude befindet sich ein populäres Restaurant mit dem Namen Gondolen („die Gondel“).

## Neue Eröffnung
Im Frühjahr 2011 teilte der Eigentümer und Betreiber mit, dass der Betrieb des damals bereits seit einem Jahr stillgelegten Aufzuges nicht wieder aufgenommen werden soll. Der Aufzug und die Konstruktion seien dafür in einem zu schlechten Zustand. Da zudem der Platz am Slussen umgebaut wird, verzögerte sich die Wiederaufnahme des Betriebes mit einem neuen Aufzug.
Am 19. Oktober 2023 wurde neu eröffnet. Bis Frühjahr 2024 kostenlos. Danach wird eine Gebühr von 20 SEK zur Deckung der laufenden Betriebskosten eingeführt.

## Daten
- Höhe: 38 m
- Kapazität: 33 Personen oder 2500 kg
- Fahrten: 180 pro Stunde oder 3 pro Minute
- Geschwindigkeit: 1,6 m/s. Bei Windstärken über 10 m/s wird die Geschwindigkeit auf 1 m/s reduziert
- Bei Windstärken über 14 m/s ist der Aufzug geschlossen
- Ausführung: In einem bestehenden Stahlschacht, der weltweit einzigartig ist
- Preis für die Fahrt: 20 SEK (10 SEK bei Schließung im Jahr 2010).[5]